# Меньшиков, Алексей Алексеевич
Алексе́й Алексе́евич Ме́ньшиков (род. 11 марта 1984 года, в Перми, РСФСР) — российский фигурист, выступавший в парном катании. В паре с Еленой Ефаевой — бронзовый призёр чемпионата России (2007), призёр этапов серии Гран-при среди юниоров.
После завершения спортивной карьеры — тренер. Вместе со своим бывшим тренером Людмилой Калининой тренирует юниорские пары Елизавета Семёнова / Максим Петухов и Татьяна Тудвасева / Сергей Лисьев.
Летом 2011 года вместе с Людмилой Калининой и учениками переехал из Перми в Саранск, где были предложены лучшие условия финансирования группы.

## Спортивные достижения
(с Е. Ефаевой)
| Соревнования                  | 2003—2004 | 2004—2005 | 2005—2006 | 2006—2007 |
| ----------------------------- | --------- | --------- | --------- | --------- |
| Чемпионаты Европы             |           |           |           | 6         |
| Чемпионаты мира среди юниоров |           | 6         |           |           |
| Чемпионаты России             | 6         | 6         | WD        | 3         |
| Этапы Гран-При:Skate America  |           |           |           | 7         |
| Зимние Универсиады            |           |           |           | 5         |
| Nebelhorn Trophy              |           |           | 4         |           |
| Этап ЮГП, Румыния             |           | 3         |           |           |
| Этап ЮГП, Китай               |           | 3         |           |           |

- WD = снялись с соревнований

(с Р. Араслановой)
| Соревнования                    | 2000—2001 | 2001—2002 | 2002—2003 |
| ------------------------------- | --------- | --------- | --------- |
| Чемпионаты России               | 9         |           |           |
| Первенство России среди юниоров | 8         |           | 5         |
| Этап ЮГП, Польша                |           | 4         |           |